# Paromalus bicinctus
Paromalus bicinctus är en skalbaggsart som beskrevs av Sylvain Auguste de Marseul 1870. Paromalus bicinctus ingår i släktet Paromalus och familjen stumpbaggar. Inga underarter finns listade i Catalogue of Life.